# Kali NetHunter
Kali NetHunter — платформа тестування на проникнення мобільних пристроїв з вільним та відкритим початковим кодом на основі Kali Linux, для пристроїв на базі Android. Kali NetHunter доступний для пристроїв без вкорінення (NetHunter Rootless), для вкорінених пристроїв зі стандартним відновленням (NetHunter Lite), та для вкорінених пристроїв зі спеціальним відновленням, для яких доступне ядро NetHunter (NetHunter). Офіційні зображення із спеціальними ядрами розповсюджуються Offensive Security і щоквартально оновлюються для найпопулярніших підтримуваних пристроїв, включаючи Google Nexus, LG, OnePlus, Samsung Galaxy, Sony Xperia і Xiaomi. Для пристроїв, які офіційно не підтримуються, користувачі можуть створювати власні зображення за допомогою сценаріїв збірки NetHunter, доступних у сховищі проекту. Це дозволяє створювати власні та оптимізовані зображення для широкого спектру пристроїв на базі Android. Kali NetHunter підтримується спільнотою волонтерів і фінансується Offensive Security.

## Передумови та історія
Версія 1.1 була випущена в січні 2015 року та додала підтримку пристроїв Oneplus та неанглійські розкладки клавіатури для атак HID.
Версія 1.2 була випущена в травні 2015 року та додала підтримку планшетів Nexus 9 Android.
Версія 3.0 була випущена в січні 2016 року після значного переписування програми, інсталятора та каркаса побудови ядра. Ця версія також представила підтримку для пристроїв під управлінням Android Marshmallow.
Версія 2019.2 була випущена в травні 2019 року і перейшла на kali-rolling як контейнер Kali Linux. Щоб відобразити цю зміну, було прийнято цикл версії та випуску Kali Linux. У цій версії кількість підтримуваних пристроїв Android зросла до понад 50.
Версія 2019.3 була випущена у вересні 2019 року та представила NetHunter App Store як механізм за замовчуванням для розгортання та оновлення програм.
Версія 2019.4 була випущена в грудні 2019 року та представила «Kali NetHunter Desktop Experience».
Станом на грудень 2019 року Kali NetHunter був доступний лише для деяких пристроїв Android. Для встановлення Kali NetHunter потрібен пристрій, який:
- рутований
- має режим відновлення
- з ядром, створеним спеціально для Kali NetHunter

У грудні 2019 року були випущені версії «Kali NetHunter Lite» і «Kali NetHunter Rootless», що дозволяють користувачам пристроїв, для яких ядро NetHunter було недоступне, а також користувачам пристроїв без вкорінення, встановлювати Kali NetHunter зі зменшеним набором функцій.
Версія 2020.1 була випущена 28 січня 2020 року та мала 3 версії: NetHunter Rootless, NetHunter Lite, NetHunter Full.
Версія 2020.2 була випущена 12 травня 2020 року та підтримувала понад 160 ядер і 64 пристрої.
18 серпня 2020 року була випущена версія 2020.3, яка додала Bluetooth Arsenal (набір інструментів, що дозволяє виконувати різні атаки на основі Bluetooth, з деякими попередньо налаштованими робочими процесами та сценаріями використання. Можливо використовувати зовнішній адаптер для сканування, підробки, прослуховування та перевірки безпеки Bluetoot різних пристроїв (включаючи динаміки, гарнітури, годинники та навіть автомобілі), а також підтримує телефони Nokia 3.1 і Nokia 6.1.
Версія 2020.4 була випущена 18 листопада 2020 року. У ній було відредаговано нове меню налаштувань NetHunter, додані різні анімації завантаження і постійний Magisk.

## Особливості
На додачу до інструментів тестування на проникнення, які входять до настільної версії Kali Linux, NetHunter також підтримує бездротову ін'єкцію кадрів 802.11, точки доступу MANA Evil Access одним клацанням миші, функцію HID-клавіатури (для атак, подібних до Teensy), а також BadUSB man-in-the-middle/(MitM) атаки.

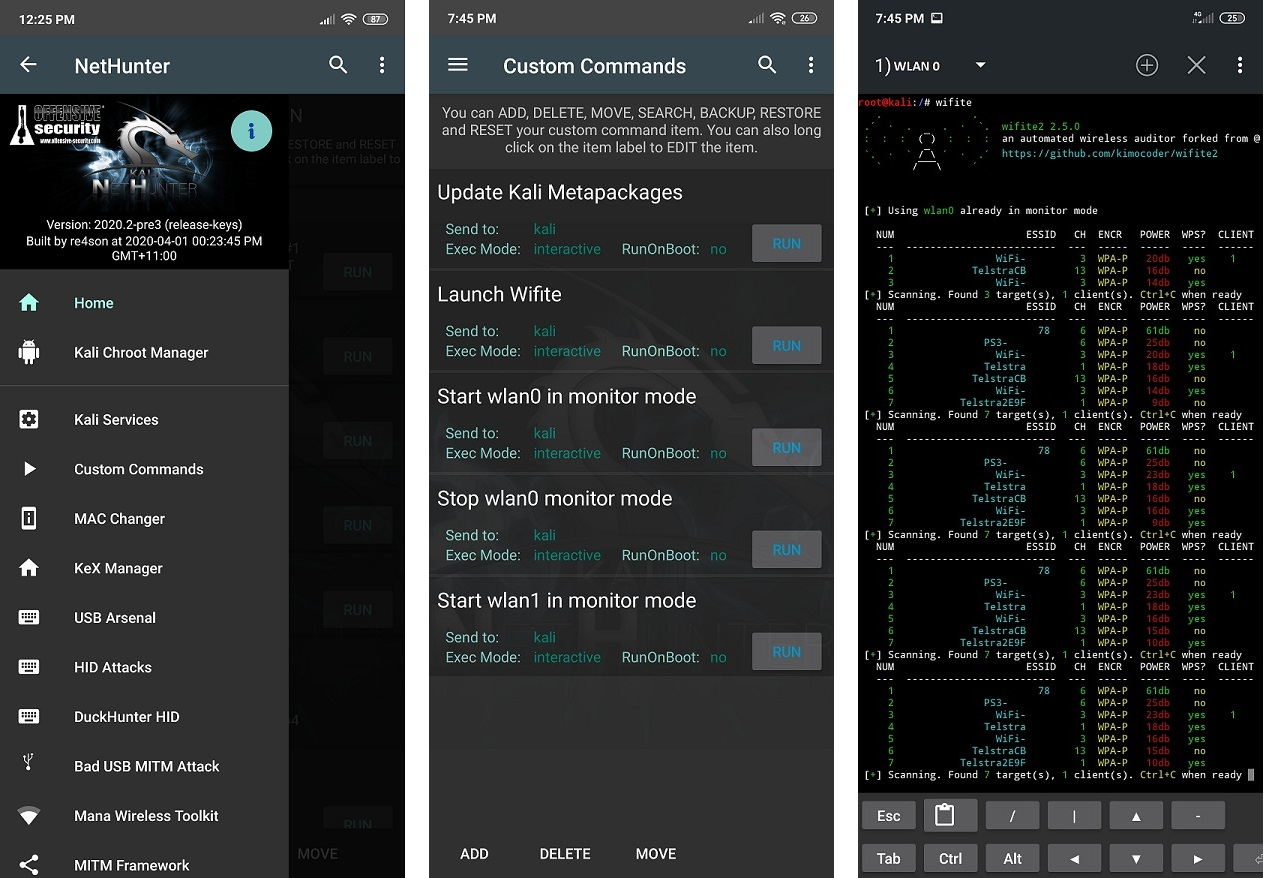
Додаток NetHunter для розширених режимів атаки, що демонструє атаку моніторингу Wi-Fi за допомогою внутрішнього інтерфейсу wlan0

## NetHunter App Store
Offensive Security, компанія, яка розробляє Kali Linux, має власний магазин застосунків для Android, орієнтований на безпеку, який можна використовувати навіть без встановлення NetHunter. Це каталог програм для тестування на проникнення та криміналістики для Android, який містить як вільні, так і власницькі програми безпеки. Клієнт полегшує перегляд, встановлення та відстеження оновлень на відповідних пристроях.

## Дивись також
- CalyxOS
- GrapheneOS
- LineageOS
- Offensive Security Certified Professional[it]

## Зовнішні посилання
- Документація Kali Nethunter